# فرديناندو الأول ملك الصقليتين

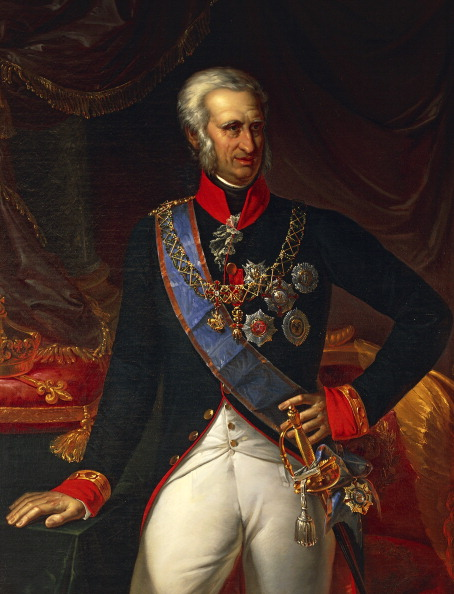
فرديناندو الأول

الملك فرديناندو الأول (12 يناير 1751 - 4 يناير 1825)    كان ملك لعرشي نابولي وصقلية المختلفين، وملك الصقليتين من عام 1759 حتى وفاته.
هو الابن الثالث ل كارلوس الثالث من زوجته ماريا أماليا من ساكسونيا والذي ارتقى عرش إسبانيا إثر وفاة شقيقه فرناندو السادس في 10 أغسطس عام 1759.
وتزوج من الأرشيدوقة النمساوية ماريا كارولينا وملكة مملكة الصقليتان.
أحكام معاهدة جعلت كارلوس الثالث غير قادر على القيام بأعباء الممالك الثلاثة. فتنازل في 6 أكتوبر عام 1759 عن عرشي نابولي وصقلية لصالح إبنه فرديناندو (ابن كارلوس الأكبر فيليب كان متخلفا عقليا ونجله الثاني الملك كارلوس الرابع كان يعده لوراثة العرش الأسباني).
وخلفه ابنه الملك فرانشيسكو الأول ملك مملكة الصقليتان.
| سبقه: كارلو الخامس والسابع | ملك نابولي فرديناندو الرابع 6 أكتوبر 1759 - 23 يناير 1799   | تبعه: الجمهورية البارثينوبية                                                                             |
| سبقه: كارلو الخامس والسابع | ملك صقلية فرديناندو الثالث 6 أكتوبر 1759 - 8 ديسمبر 1816    | توحيد التاجين                                                                                            |
| يواكيم مورات               | ملك نابولي فرديناندو الرابع 3 مايو 1815 - 8 ديسمبر 1816     | توحيد التاجين                                                                                            |
| الجمهورية البارثينوبية     | ملك نابولي فرديناندو الرابع 13 يونيو 1799 - 30 مارس 1806    | جوزيف بونابرت                                                                                            |
| توحيد التاجين              | ملك الصقليتين فرديناندو الأول 12 ديسمبر 1816 - 4 يناير 1825 | تبعه: فرانشيسكو الأول - فرديناندو الأول ملك الصقليتين على موقع الموسوعة البريطانية (الإنجليزية) 1. 2. 3. |